# Hans Schwartz
Hans Schwartz (1 de mayo de 1913-31 de mayo de 1991) fue un futbolista alemán que jugaba como defensa.
Su hijo Hänschen también fue futbolista.

## Selección nacional
Fue internacional con la selección alemana en 2 ocasiones. Formó parte de la selección que obtuvo el tercer lugar en la Copa del Mundo de 1934.

### Participaciones en Copas del Mundo
| Mundial                        | Sede   | Resultado    | Partidos | Goles |
| ------------------------------ | ------ | ------------ | -------- | ----- |
| Copa Mundial de Fútbol de 1934 | Italia | Tercer lugar | 1        | 0     |

## Clubes
| Club              | País          | Año       |
| ----------------- | ------------- | --------- |
| Victoria Hamburgo | Alemania nazi | 1931-1944 |

## Palmarés

### Campeonatos regionales
| Título          | Club              | País          | Año  |
| --------------- | ----------------- | ------------- | ---- |
| Gauliga Hamburg | Victoria Hamburgo | Alemania nazi | 1943 |